# Burhan Doğançay
Burhan C. Doğançay (Istambul, 11 de setembro de 1929 – Istambul, 16 de janeiro de 2013) foi um artista turco-americano, conhecido sobretudo pelo seu trabalho exaustivo de meio século em paredes de várias cidades de todo o mundo, que integrou na sua obra artística.

## Biografia
Burhan Doğançay, nascido em Istambul em 1929, obteve a sua formação artística pelo seu pai, Adil Doğançay, e por Arif Kaptan, ambos conhecidos pintores turcos. Após a conclusão dos estudos de direito na Universidade de Ancara, Doğançay foi para Paris, onde frequentou cursos de arte na Académie de la Grande Chaumière, tendo-se matriculado na Universidade de Paris, onde concluiu um doutoramento em economia. Depois de uma breve carreira no serviço diplomático, que o levou a Nova Iorque em 1962, Doğançay decidiu, em 1964, dedicar-se inteiramente à arte e fazer de Nova Iorque a sua residência permanente. Em meados dos anos 1970, Doğançay começou a viajar em função do seu projeto "Walls of the World", tendo conhecido a sua futura esposa, Angela, no Baile húngaro do Hotel Pierre, em Nova Iorque. Até à sua morte aos 83 anos de idade, em Janeiro de 2013, Doğançay trabalhou e viveu os últimos oito anos da sua vida entre os seus estúdios em Nova Iorque e Turgutreis, na Turquia. Doğançay recebeu vários prémios. O mais notável é o Lifetime Achievement Award, concedido em 1995 pelo Presidente da República da Turquia.

## Museu Doğançay
O extenso conjunto de trabalhos e evolução artística de Doğançay está em exposição permanente no Museu Doğançay, o primeiro museu de arte contemporânea na Turquia, que abriu no bairro de Beyoğlu, em Istambul, em 2004.[carece de fontes?]

## Arte
Desde o início da década de 1960 que Doğançay mantinha um fascínio pelos paredes urbanas, elegendo-os como temas para a sua arte. Para este artista, as paredes representavam o barómetro da nossa sociedade e um testemunho da passagem do tempo, refletindo as emoções da cidade, muitas vezes resistindo às investidas da natureza e às marcas deixadas pelos seres humanos. Parte do espírito intrínseco ao seu trabalho é a sugestão de que nada é o que parece. A arte de Doğançay é a arte mural e, por conseguinte, as fontes dos seus temas são reais. Por isso, dificilmente podemos classificar este artista como um artista abstrato, apesar de, à primeira vista, muito do seu trabalho parecer ser abstrato. Doğançay recria paredes em séries diferentes, relacionando-as com portas, cores, tipos de grafiti, ou com os objetos por si incorporados nas suas peças. Os únicos mestres com os quais Doğançay se compara são os do último período heróico da arte, vivido por si e no qual participou ativamente, designadamente Robert Rauschenberg e Jasper Johns. No entanto, Doğançay sempre preferiu reproduzir fragmentos da superfície das paredes, nas relações que estabeleciam entre si e tal como os encontrava, com o mínimo de ajuste de cor ou posição, ao invés de os modificar ou combinar ocasionalmente, à boa maneira rauschenberguiana. Embora possa ter começado pela simples observação e registo de paredes, Doğançay rapidamente alcançou um ponto onde pôde exprimir uma série de ideias, sentimentos e emoções no seu trabalho. A sua visão continuou a expandir-se, impulsionada tanto pelo conteúdo como pela técnica.

## Walls of the World
Em meados da década de 1970, Doğançay embarcou no que considerou, posteriormente, o seu projeto secundário: fotografar paredes urbanas em todo o mundo. Estas fotografias — a que Doğançay chamou “Walls of the World” — constituem um arquivo do nosso tempo e as sementes que deram origem às suas pinturas que, por si só, são também um documentário da época em que vivemos. O subsequente desempenho artístico de Doğançay, a sua radical autolimitação temática e a obsessão com a captura do que mais lhe interessava, é comparável a outros “documentaristas”, como August Sander (retratos) e Karl Blossfeldt (plantas). As suas fotografias não são instantâneos. São, antes, segmentações complexas de superfícies, ou estudos subtis de materiais, cores, texturas e luz, às vezes assemelhando-se a monocromias pelo seu reducionismo radical. Ao longo do tempo, este projeto cresceu e ganhou importância, abrangendo agora, após quatro décadas, cerca de 30 mil imagens oriundas de mais de 100 países dos cinco continentes.

## Exposições em Portugal
- Centro Cultural de Belém, Lisboa: Picture the World: Burhan Dogançay as Photographer. March 28-April 11, 2016
- Palácio da Bolsa, Porto: Picture the World: Burhan Dogançay as Photographer. July 8-August 8, 2016

## Obras em coleções públicas
O trabalho de Doğançay faz parte de inúmeras coleções públicas, incluindo o Museu Metropolitano de Arte, o Museu Guggenheim e o MoMA, todos em Nova Iorque, o LACMA, em Los Angeles, o Walker Art Center, em Minneapolis, o Museu de Belas Artes de Boston, o The Museu Britânico, em Londres, o MUMOK e Albertina, ambos em Viena, a Pinakothek der Moderne, em Munique e o Centro Georges Pompidou, em Paris.[carece de fontes?]

## Mercado da arte
Em 2009, um dos seus trabalhos “Symphony in Blue”, 1987, foi vendido em leilão pelo preço mais alto já alguma vez pago (1,7 milhões de dólares) a um artista turco vivo, pelo seu trabalho. Juntamente com os trabalhos das suas duas irmãs, “Magnificent Era” (coleção do İstanbul Modern) e “Mimar Sinan” (coleção privada), a “Symphony in Blue” é uma das maiores e mais expressivas obras, em que Doğançay entra em diálogo com a história da Turquia.